# Still Not Getting Any …
Still Not Getting Any … (englisch für Wir bekommen noch immer keine …) ist das zweite Studioalbum der kanadischen Rockband Simple Plan, das im Oktober 2004 erschien.

## Entstehung und Veröffentlichung
Die Erstveröffentlichung von Still Not Getting Any … erfolgte am 26. Oktober 2004 bei Lava Records. Das Album erschien in seiner Originalausführung als CD und Download mit elf Titeln (Katalognummer: 7567-93250-2). In den Vereinigten Staaten war dem Standardalbum auch eine DVD-Ausführung mit einem Making-of als Bonus beigelegt. In Australien (Katalognummer: 7567934152) und Japan (Katalognummer: Atlantic WPZR-30062) erschien das Album mit einer Liveversion zu Perfect als Bonustitel.
Die ersten Arbeiten an dem Album begannen im Jahre 2004, als Pierre Bouvier und Chuck Comeau mit dem Songwriting anfingen. Kurz darauf begannen die Arbeiten im Tonstudio. Geschrieben wurden die Lieder schließlich alle gemeinsam von den Simple-Plan-Mitgliedern Pierre Bouvier, Chuck Comeau, David Desrosiers, Sebastien Lefebvre und Jeff Stinco. Für die Produktion aller Lieder zeichnete Bob Rock verantwortlich.

## Titelliste
1. Shut Up! – 3:01
2. Welcome to My Life – 3:23
3. Perfect World – 3:51
4. Thank You – 2:53
5. Me Against the World – 3:12
6. Crazy – 3:38
7. Jump – 3:08
8. Everytime – 4:01
9. Promise – 3:32
10. One – 3:22
11. Untitled (How Could This Happen to Me?) – 3:57

Bonustitel (Australien und Japan)
1. Perfect (Live) – 4:39

## Singleauskopplungen
| Jahr | Titel                                   | Höchstplatzierung, Gesamtwochen, AuszeichnungChartplatzierungen (Jahr, Titel, , Platzierungen, Wochen, Auszeichnungen, Anmerkungen) | Höchstplatzierung, Gesamtwochen, AuszeichnungChartplatzierungen (Jahr, Titel, , Platzierungen, Wochen, Auszeichnungen, Anmerkungen) | Höchstplatzierung, Gesamtwochen, AuszeichnungChartplatzierungen (Jahr, Titel, , Platzierungen, Wochen, Auszeichnungen, Anmerkungen) | Höchstplatzierung, Gesamtwochen, AuszeichnungChartplatzierungen (Jahr, Titel, , Platzierungen, Wochen, Auszeichnungen, Anmerkungen) | Höchstplatzierung, Gesamtwochen, AuszeichnungChartplatzierungen (Jahr, Titel, , Platzierungen, Wochen, Auszeichnungen, Anmerkungen) | Anmerkungen                                                    |
| Jahr | Titel                                   | DE | AT | CH | UK | US | Anmerkungen                                                    |
| ---- | --------------------------------------- | --- | --- | --- | --- | --- | -------------------------------------------------------------- |
| 2004 | Welcome to My Life                      | DE70 (3 Wo.)DE | — | — | UK49 (2 Wo.)UK | US40 ×2Doppelplatin · (18 Wo.)US | Erstveröffentlichung: 12. September 2004 Verkäufe: + 2.120.000 |
| 2005 | Shut Up!                                | DE25 (9 Wo.)DE | AT59 (7 Wo.)AT | — | UK44 (2 Wo.)UK | US99 Gold · (2 Wo.)US | Erstveröffentlichung: 22. Februar 2005 Verkäufe: + 535.000     |
| 2005 | Untitled (How Could This Happen to Me?) | — | — | CH7 (26 Wo.)CH | — | US49 Gold · (16 Wo.)US | Erstveröffentlichung: 1. April 2005 Verkäufe: + 555.000        |

## Rezensionen
Die Meinungen der Kritiker fielen unterschiedlich aus, meistens wurde das Album aber eher negativ bewertet:
Matthias Manthe vergibt auf laut.de einen von 5 Sternen und kritisiert die Band und das Album aufs Äußerste. Unter anderem werden die Texte und die Musik kritisiert. Außerdem bezeichnet er die Band als sehr austauschbar.
Jochen Gedwien von plattentests.de vergibt 5 von 10 Punkten und bezeichnet das Album zwar als etwas kitschig, seiner Meinung nach ist es für ruhigere Stunden aber ganz gut geeignet.
Auf cdstarts.de bekommt das Album 4 von 10 Punkte. Kritiker Christian Kruschel schreibt, dass die Texte zu niveaulos seien und es auf dem Album nichts neues gäbe. Seiner Meinung nach ist das Album höchstens für Fans des sehr einfachen Punkrocks den Kauf wert.

## Kommerzieller Erfolg

### Chartplatzierungen
| ChartsChartplatzierungen       | Höchstplatzierung | Wochen |
| ------------------------------ | ----------------- | ------ |
| Deutschland (GfK)              | 16 (11 Wo.)       | 11     |
| Österreich (Ö3)                | 5 (19 Wo.)        | 19     |
| Schweiz (IFPI)                 | 22 (38 Wo.)       | 38     |
| Vereinigte Staaten (Billboard) | 3 (49 Wo.)        | 49     |

| ChartsJahrescharts (2005)      | Platzierung |
| ------------------------------ | ----------- |
| Vereinigte Staaten (Billboard) | 48          |

### Auszeichnungen für Musikverkäufe
| Land/Region                  | Auszeichnungen für Musikverkäufe (Land/Region, Auszeichnung, Verkäufe) | Verkäufe  |
| ---------------------------- | ---------------------------------------------------------------------- | --------- |
| Australien (ARIA)            | 3× Platin                                                              | 210.000   |
| Brasilien (PMB)              | Gold                                                                   | 50.000    |
| Frankreich (SNEP)            | Gold                                                                   | 75.000    |
| Japan (RIAJ)                 | Gold                                                                   | 100.000   |
| Kanada (MC)                  | 4× Platin                                                              | 400.000   |
| Mexiko (AMPROFON)            | Gold                                                                   | 50.000    |
| Neuseeland (RMNZ)            | Platin                                                                 | 15.000    |
| Vereinigte Staaten (RIAA)    | Platin                                                                 | 1.000.000 |
| Vereinigtes Königreich (BPI) | Silber                                                                 | 60.000    |
| Insgesamt                    | 1× Silber · 4× Gold · 8× Platin ·                                      | 1.960.000 |